# Sirexcipula kabatiana
Sirexcipula kabatiana är en svampart som beskrevs av Bubák 1907. Sirexcipula kabatiana ingår i släktet Sirexcipula, divisionen sporsäcksvampar och riket svampar.   Inga underarter finns listade i Catalogue of Life.